# Agnieszka Tęczyńska
Agnieszka z Tęczyńskich herbu Topór Firlejowa (ur. 12 stycznia 1578 koło Kraśnika, zm. 16 czerwca 1644 w Rogowie) – polska szlachcianka, wojewodzina krakowska, siostra Jana Tęczyńskiego, fundatorka klasztoru karmelitańskiego w Czernej, tercjarka III świeckiego zakonu sióstr benedyktynek.

## Życiorys
Urodziła się jako czwarte dziecko Andrzeja Tęczyńskiego i Zofii Dembowskiej. W 1594, mając lat 16, poślubiła wdowca Mikołaja Firleja, wojewodę krakowskiego. Do roku 1599 urodziło im się troje dzieci: Jan, Zofia i Krystyna.
Po śmierci męża zaangażowała się w działalność dobroczynną i charytatywną. Na zachowanych obrazach przedstawiana jest w habicie benedyktyńskim. Ufundowała klasztor karmelitów bosych w Czernej oraz szpitale w Bejscach, Rogowie i Iwanowicach.
Zmarła w Rogowie 16 czerwca 1644, w 67. roku życia, pochowana w krypcie u wejścia do kościoła w Czernej.